# Walton, Kansas
Walton là một thành phố thuộc quận Harvey, tiểu bang Kansas, Hoa Kỳ. Năm 2010, dân số của xã này là 235 người.

## Dân số
Dân số các năm:
- Năm 2000: 284 người
- Năm 2010: 235 người